# 黔桂黄肉楠
黔桂黄肉楠（学名：Actinodaphne kweichowensis），为樟科黄肉楠属下的一个种。其种加词“kweichowensis”意为“贵州的”。